# 国宴

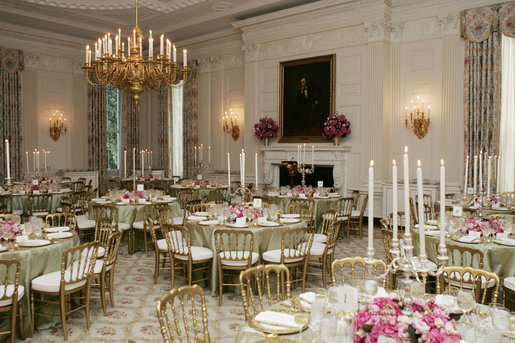
白宮宴會廳為美國國宴佈置的景象，類似於圓桌會議的風格。

国宴，也可寫為國筵，又稱國宴菜，指的是本國的国家元首为外国友邦元首訪問團举办的最高等級宴会，以及這個宴會上所出現的全部菜品，在国事访问、重要的国际会议、外交聯盟的晚宴中也很常见。另外，吃國宴亦需要掌握一定的外交禮儀才會贏得別國的尊重，否則會被視為輕度的外交失禮。
國宴的舉辦地點可以是國家元首的私人官邸，也可以是政府的公用宴會廳。舉辦的一方稱為“東道國”，受邀來宴的一方稱為“來賓國”。根據一天中的不同時間，它可能被稱為國家午宴或國家晚宴。國宴也不一定是隆重且盛大的，目前大多數國家為了節省財政都以舉辦小型國宴為主，但大型國宴依然存在，其就餐人數可多達數百人。
現代世界上的國宴基本以西方世界的禮儀為主：軍人在國宴中必須佩戴滿其所有勛章；公職人員則需要穿白色襯衫、佩戴白色或黑色的蝴蝶結，有時需要穿燕尾服；女性人員如果不擔任公職，或者只是官員夫人的話，則可以穿晚禮服或者本國民族服裝。國宴的流程包括讓國軍儀仗隊進行開場表演、上四至五道菜、配合音樂演奏，有必要時還可以跳交誼舞。通常有東道國的主持人會發表簡短的致辭，如果是可以饮酒的宴會，還需要發表祝酒詞。

## 歷史

### 歐美風格的國宴

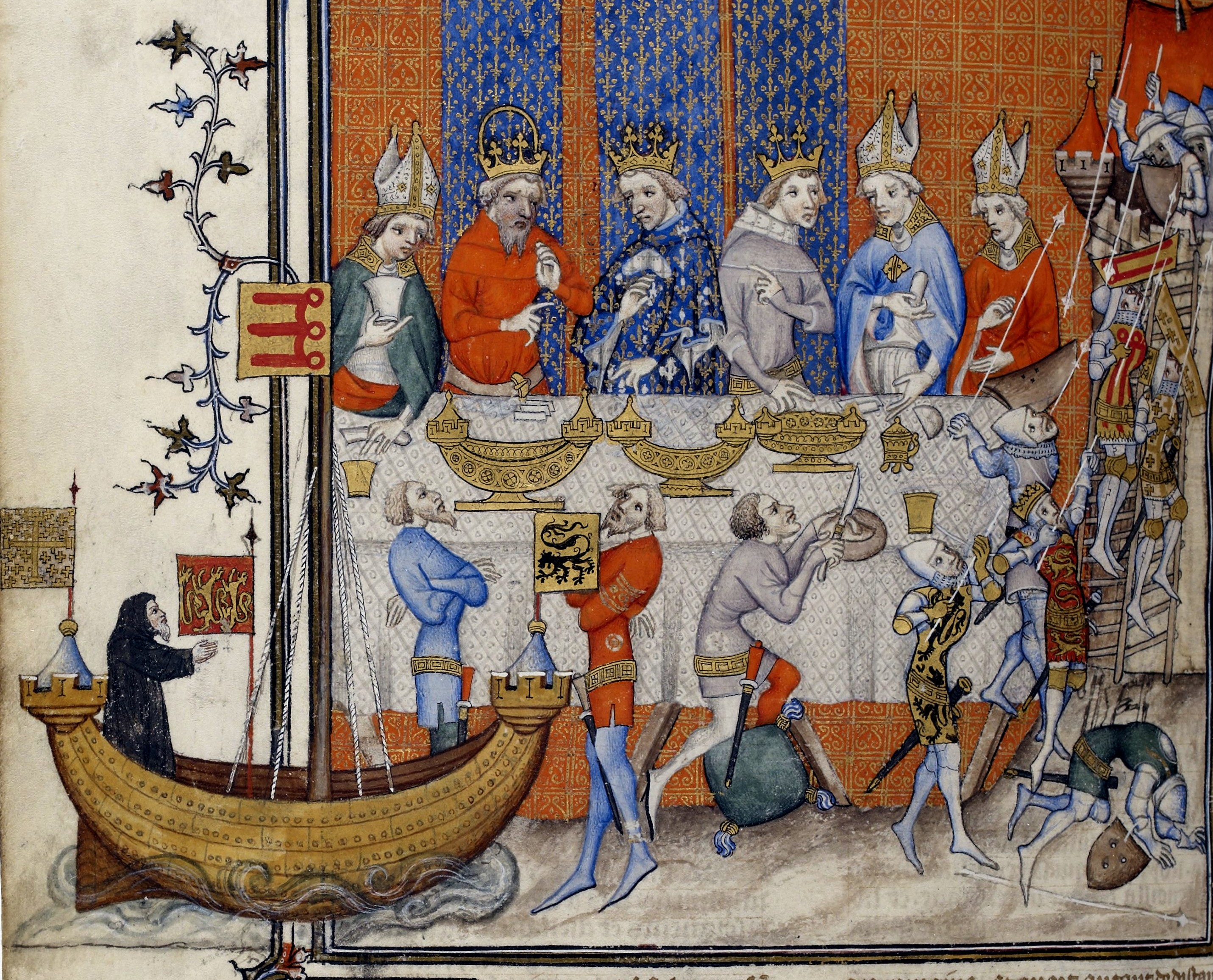
1378年，法國的查理五世接待了神聖羅馬帝國皇帝查理四世和他的兒子波西米亞的瓦茨拉夫四世。他們正在觀看一場重現佔領耶路撒冷的現場表演。

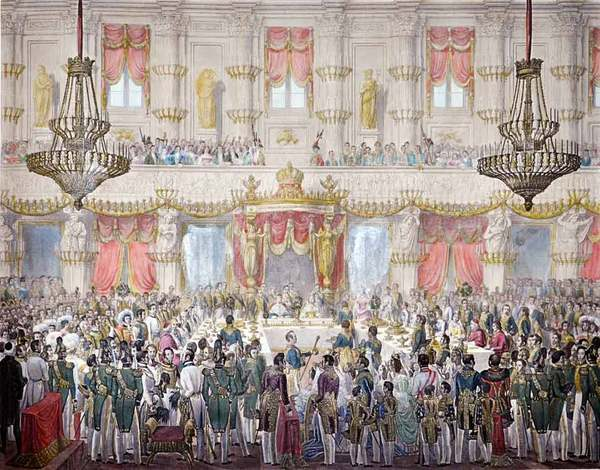
1838年，米蘭為皇帝費迪南德一世加冕為倫巴第-威尼斯國王而舉行的國宴。少數食客就座，旁觀者只會觀看用餐。

幾個世紀前，旅行的困難和對安全的擔憂使得在位國王（當時最多的國家元首類型）之間的會面要少得多，如果他們要在一個地方舉行宴會，那麼就會把這場宴會弄得非常隆重。1363年在倫敦舉行的“五王宴會”是一次非凡的盛會，英格蘭、蘇格蘭、法國、丹麥和塞浦路斯的國王們齊聚一堂。與宮廷中較小的晚宴一樣，用餐人數通常很多，但最重要的人坐在一張單獨的桌子上，通常坐在高台上，並且可能吃了不同的食物。許多國宴包括“慶祝皇家婚禮”，通常有外國公主作為新娘，是重大的外交活動，例如英國戴安娜王妃的世紀婚禮。同時，“加冕儀式”也可被做成國宴。在文藝復興時期，意大利的各個小城邦傾向吸收歐洲其它地區的民族風格，擺出具有異國風情的宴會。17世紀以後，法國成為西方世界最頂級的國宴代表，這種被稱為巴洛克-凡爾賽風格的法國菜成為歐洲的標準型國宴模式，法國的路易十四制定了許多統一的標準，至今也在大多數西方國家的國宴中被沿用。
舊制度下的國宴的一個顯著特點，和正常皇室用餐最正式的樣式一樣，就是“實際坐下來就餐的人數很少”，而且往往都是皇室成員才有資格坐下，但他們周圍站滿了一大群人圍觀皇室用餐。只是觀看的官員、僕人以及隨侍。有時，正在用餐的皇族會向他們問話，這是一項榮譽。而大多數時候，站著的觀眾只能竊竊私語，盡量保持低音量，就像在劇院裏觀看表演一樣看皇室們吃飯。房間地板上的旁觀者通常都是男性，宮廷貴婦們則可以在二樓的陽台上俯看。一張單人餐桌受到青睞，通常呈“U”形，用餐者通常都坐在外面，面朝“U”，桌子的中心供侍者使用。君主及其家人在公共場合吃高度正式的飯菜是大多數君主制國家的一個特點，有時一年只有幾次，但在法國則更為頻繁 。該事件具有戲劇效果，並作為等級和權力的展示。這種用餐方式在法國大革命後於法國消失，僅在拿破崙一世治下才短暫出現。
現代早期風格的國宴是19世紀起才建立的，其賓客人數眾多，但只有服務員站著，其餘人都可以坐下。這個模式也是由法國所開創的，由法國國王路易-菲利普一世在法國大革命後的復辟王朝中引入。當他的兒子和繼承人於1830年5月結婚時，他邀請了500人參加在凡爾賽宮舉行的宴會，幾週後法國就爆發了七月革命，這場革命使他成為了法國國王。用餐的客人代表了幾種重要人物，而不僅僅是朝臣，這在現代宴會中通常都是如此。
現代晚期的國宴是美國開創的。通常情況下，美式國宴不再有一張非常大的桌子，而是多張通常是“U”或“E”形的桌子，主人只和最重要的客人在一起，其餘客人有他們的專屬座位，與主人呈直角伸展開來。

### 中式風格的國宴
中國古代的國宴和歐洲呈現不同體系，但歷朝歷代都沒有建立統一且穩定的制度，更多的是換一個朝代就改一次規矩，故現代中華人民共和國和中華民國的國宴均以西式禮儀的為標準。
- 宋代
  - 北宋仁宗天圣（1023－1031）之后，一级大宴在集英殿举行，二级宴会在紫宸殿举行，三级小宴在垂拱殿举行。[8]民間亦详细记载宋朝国宴的过程和完整菜单。[9][10]
- 明代
  - 明朝永乐年间国宴规格的记载：“按酒五品，果子五般，烧碟五般，茶食汤三品，双下大馒头羊肉饭，酒七种”。[11][12]
- 清代
  - 清朝入關後，按照前朝滿清祖例，要在每年除夕的午时，在紫禁城保和殿大设国宴，宴请并赏赐左右翼诸王、蒙古诸王、贝勒、贝子、额驸及领侍卫内大臣、大学士等。
  - 1689年1月20日（康熙二十八年臘月廿九）， 因这一年直隶一带干旱，颗粒无收。据《康熙起居注册》记载，康熙帝破例取消了定制中的国宴。
- 中華民國
  - 中華民國政府遷臺後自1958年始訂定〈接待訪華外賓暫行辦法草案〉，對於官方宴會有完整的定義，細分為「國宴」、「公宴」和「官宴」三種規格。其中，外國元首、王室來訪規定須以國宴規格款待；副元首、總理、首相等以公宴款待；其他訪問的文武職賓客則以官宴款待。[13]
- 中華人民共和國
  - 目前中華人民共和國的國宴是以淮揚菜為其主要基礎，再添加中國各省的特色菜而形成的。

## 各國情形
目前在大多數國家皆有制定明确体系的国宴儀規，一般选择在东道主国较为隆重的场所举行，如美国的白宮、英国的白金汉宫或温莎城堡、法國的爱丽舍宫、德國的貝爾維尤宮、日本的皇居、中华人民共和国的人民大会堂、中華民國的總統府等。受邀人员除国家领导人外，还包括各国重要的官员、代表团其他成员和社会各界代表人士。
国宴非常正式，宴会厅往往悬挂国旗，請柬、菜單和座位卡上印有國旗或國徽。受邀者着正装出席，
装要求在西方世界通常是白领结或晨禮服。国家领导人会发表祝酒辞，席间有乐队奏乐或其他文艺表演。

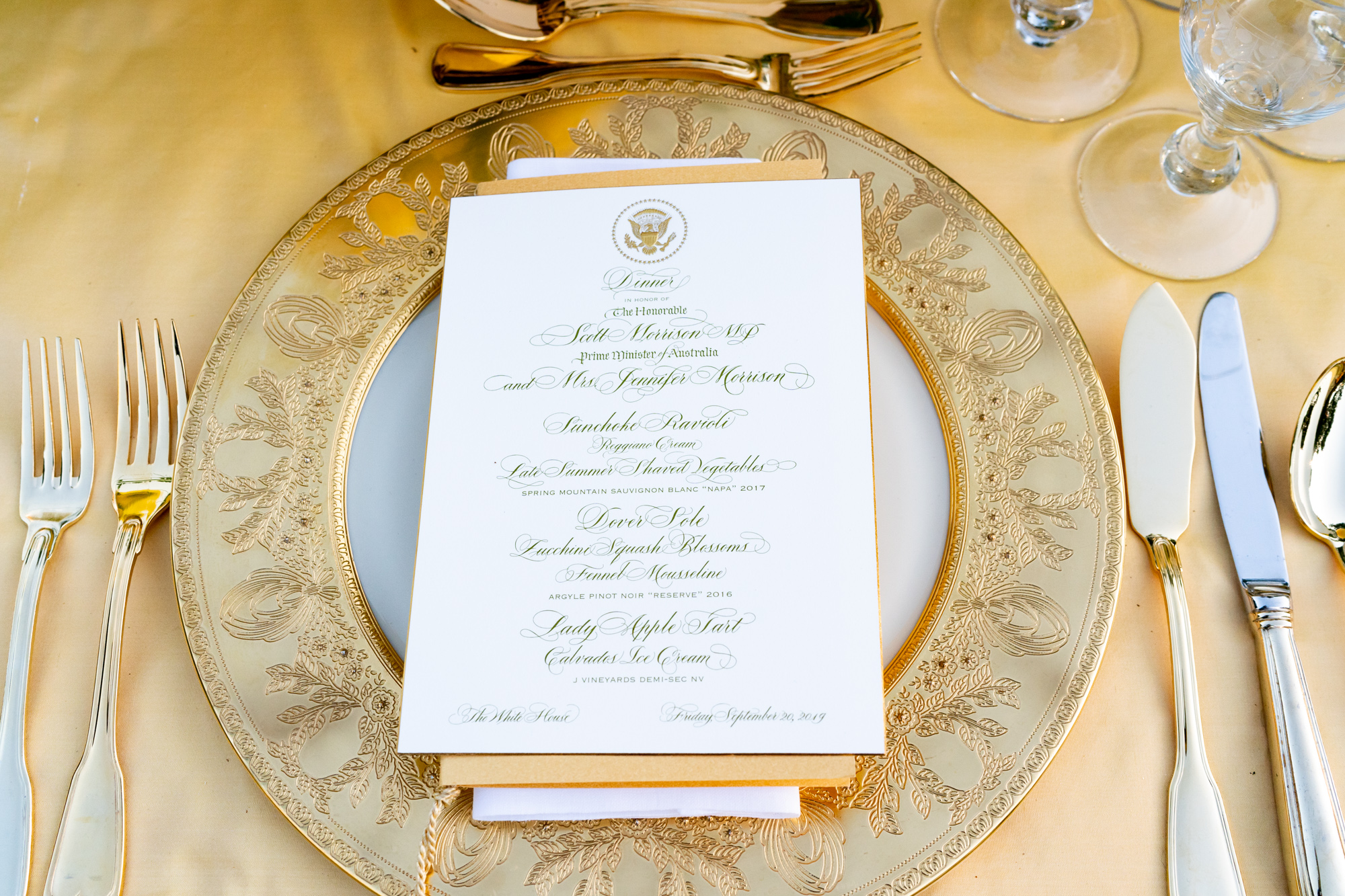
2019年澳大利亚总理斯科特·莫里森访美时的国宴菜单及餐具
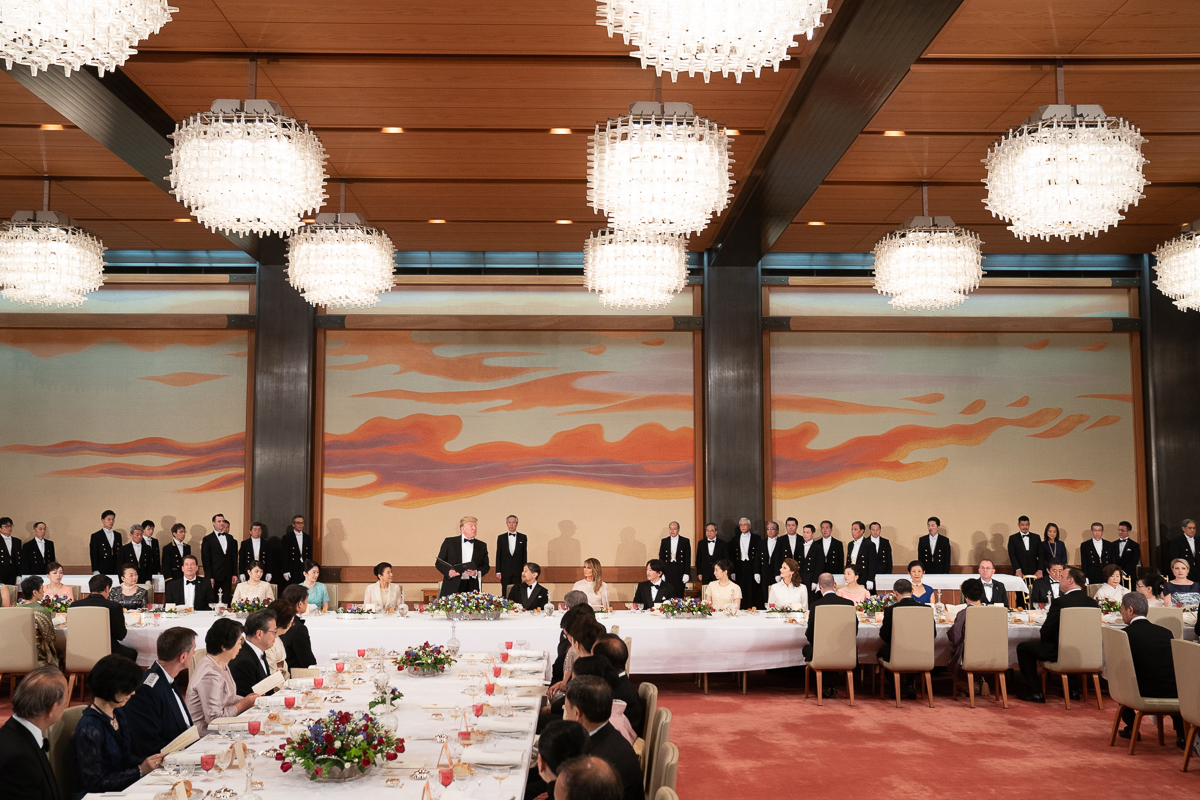
2019年美国总统唐纳德·特朗普访日期间，德仁天皇在皇居丰明殿（日语：豊明殿）举办国宴
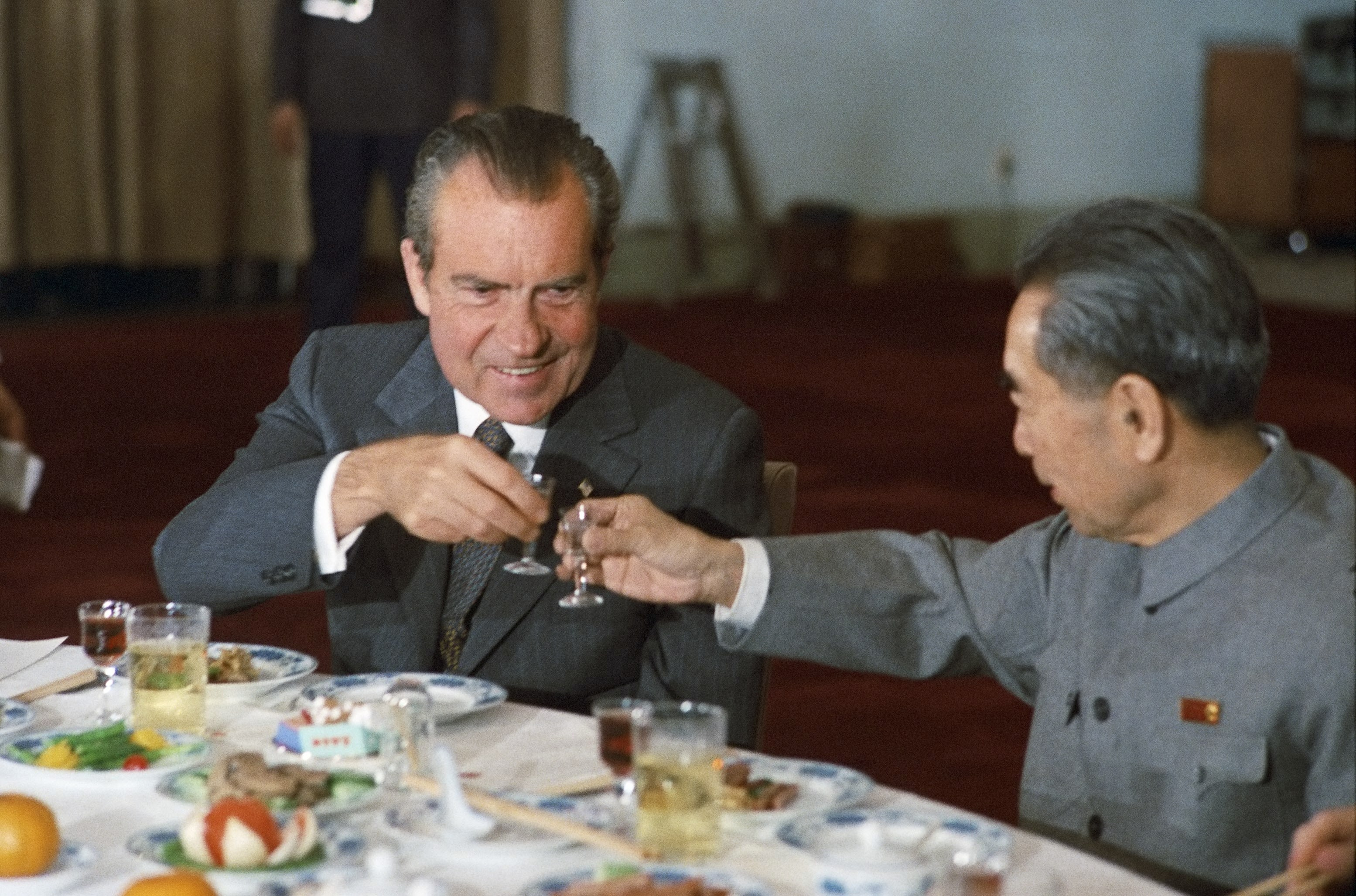
1972年2月25日，中國國務院總理周恩來於人民大會堂設宴款待美國總統尼克森訪中
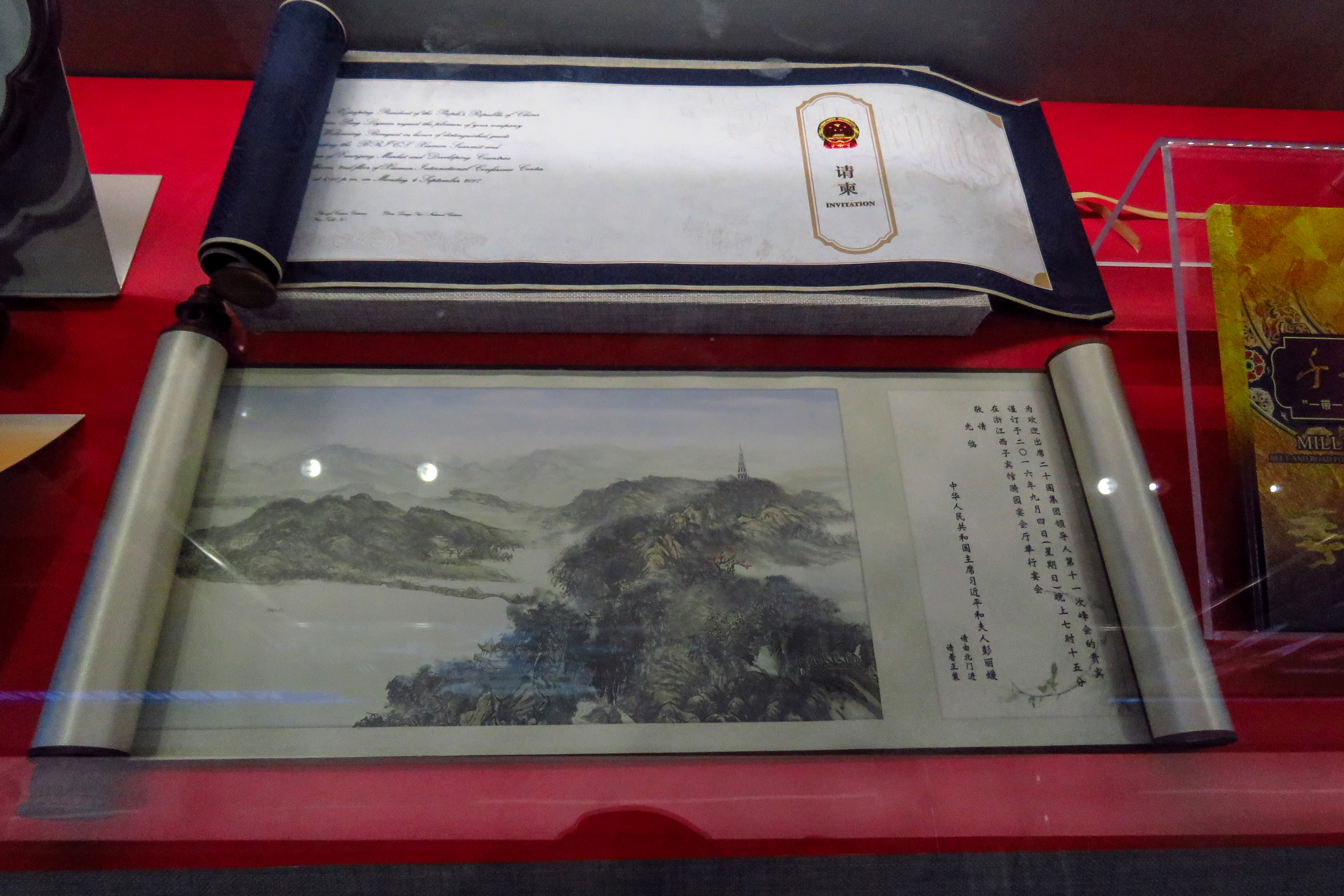
2016年二十国集团杭州峰会欢迎晚宴请柬
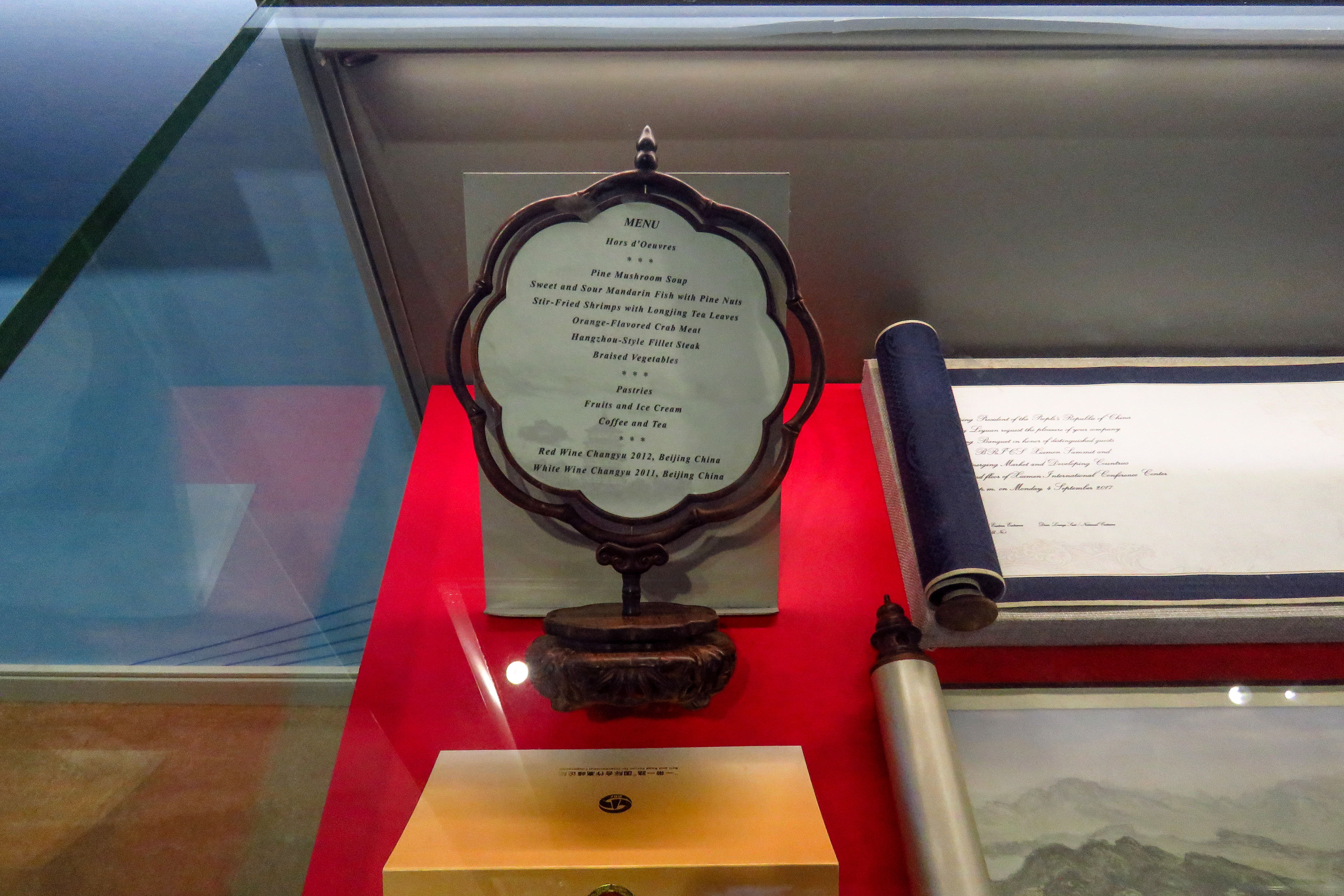
2016年G20杭州峰会欢迎晚宴菜单
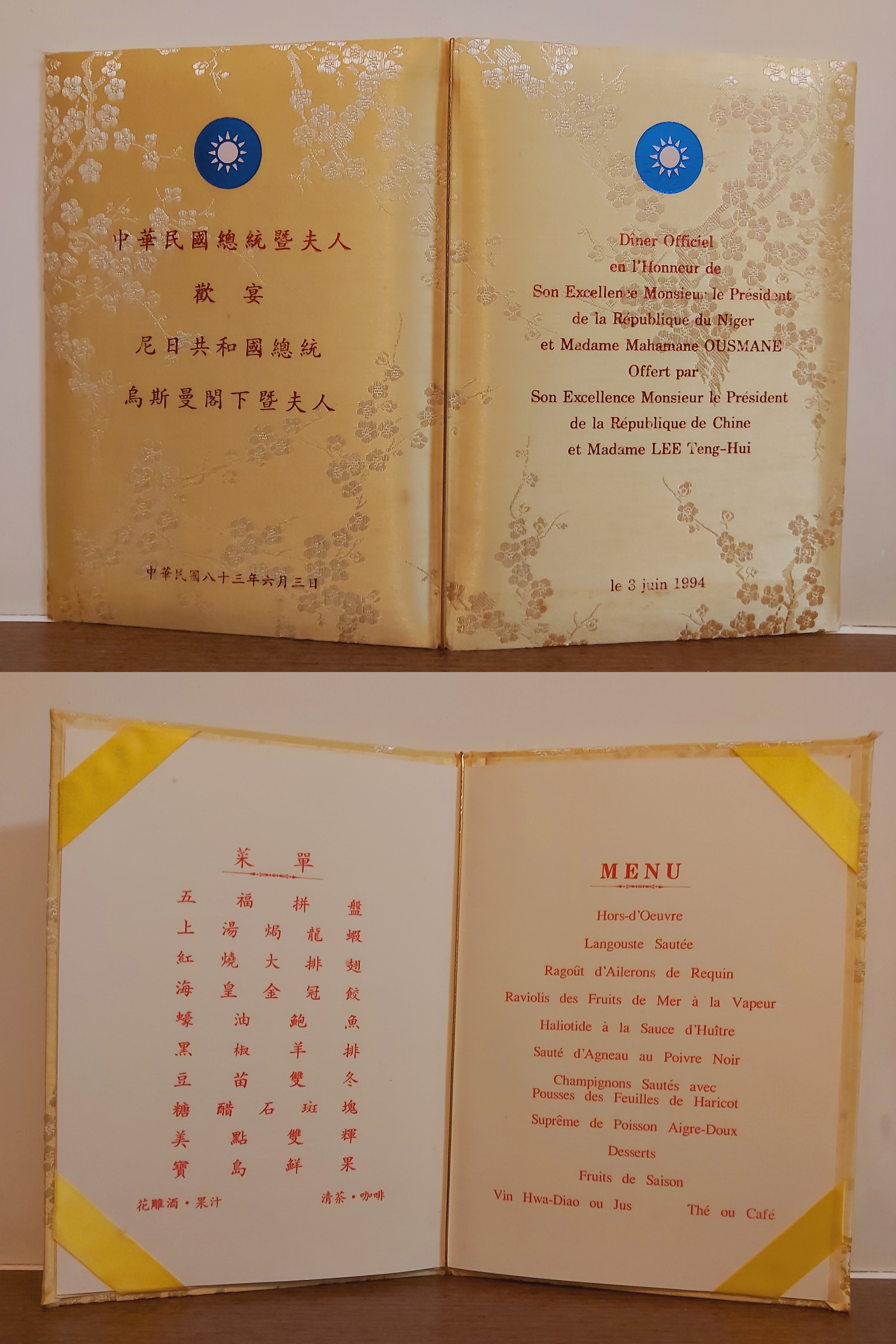
1994年中華民國總統李登輝宴請訪台的尼日總統的國宴菜單
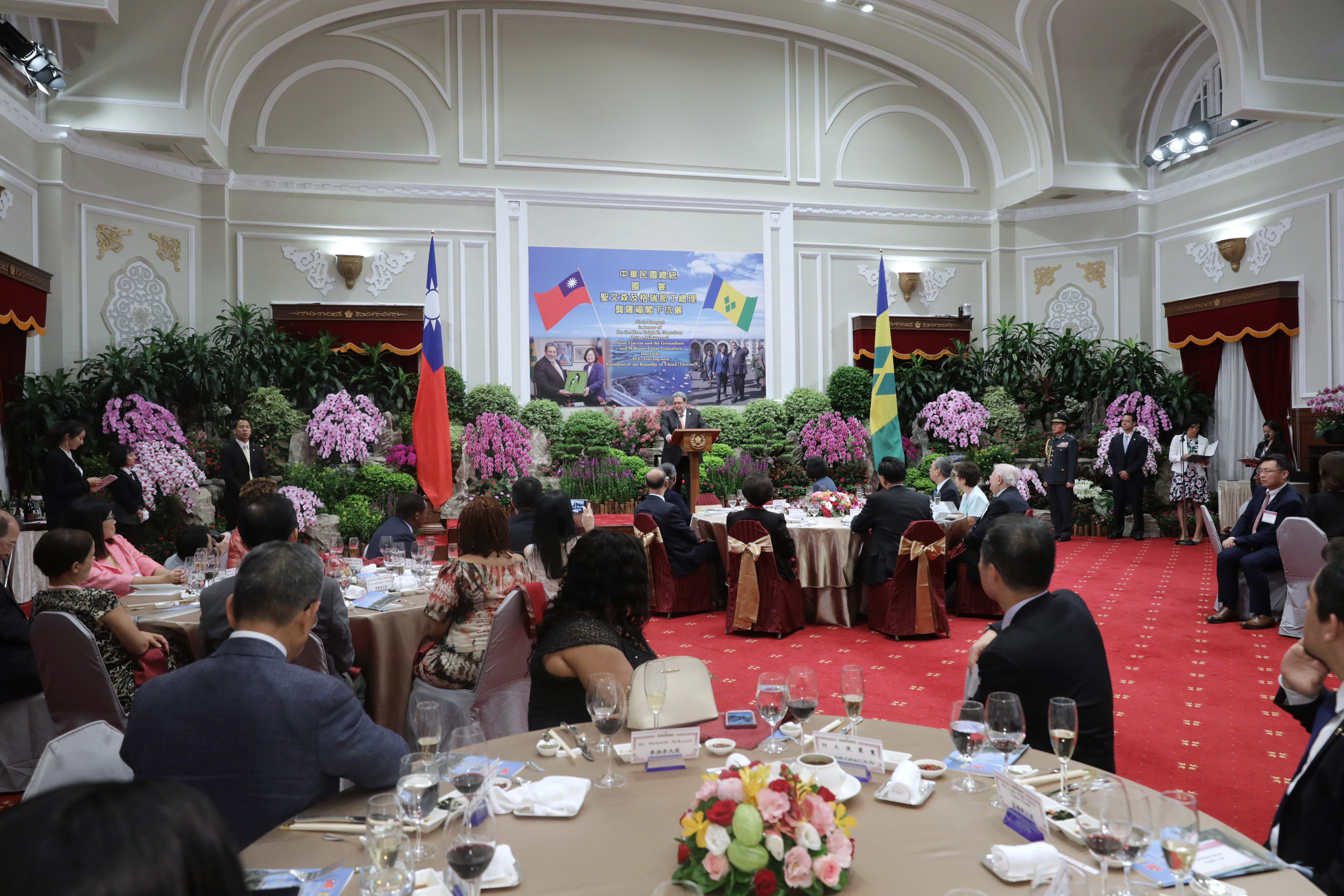
2019年中華民國總統蔡英文宴請訪台的聖文森國總理龔薩福

### 中華民國

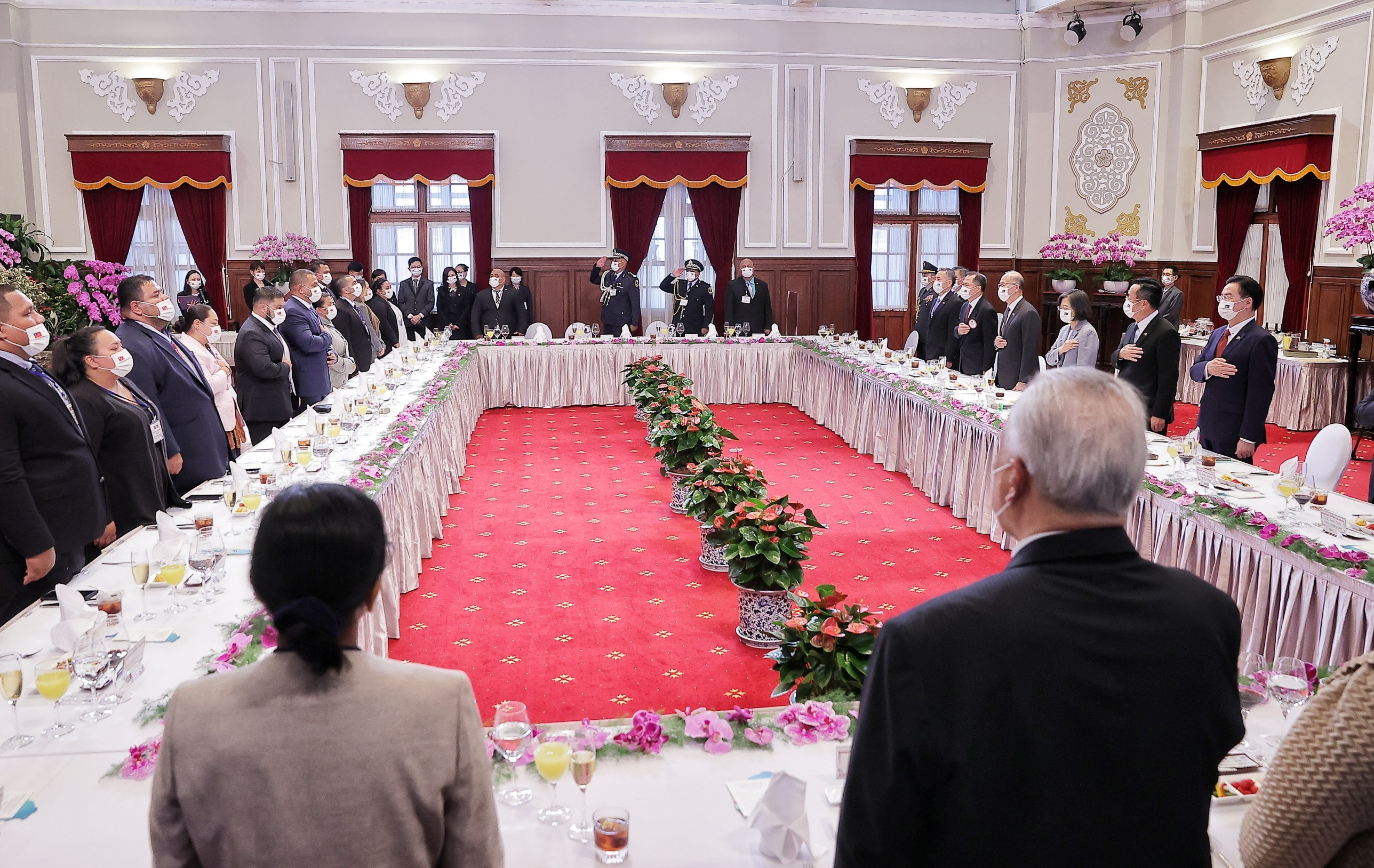
2022年11月，蔡英文總統於總統府大禮堂舉行國宴宴請訪台的瑙鲁总统昆洛斯

依中華民國總統府的官方解釋，「國宴」是指外國元首或政府首腦來台進行國是訪問時，以中華民國總統的名義在總統府所舉辦的宴客活動，將邀請駐台使節、外交官出席；並非所有的總統宴客都稱作國宴。此外，除了外賓來訪的元首宴會，每任正副總統就職當日也會舉行「就職國宴」，宴請前來參加就職典禮的賓客。早年多半由圓山大飯店專責辦理就職國宴活動，自2008年後則開始交由其他酒店承接。
在國宴色菜方面，自中華民國政府遷台以來從蔣中正政府一直到李登輝政府時期，皆是以傳統的中國菜系為主，並有龍蝦、魚翅等珍貴食材；至陳水扁政府始將台灣小吃端上國宴以提升臺灣主體性（如臺南碗粿、虱目魚丸湯等），其食材含括臺灣料理、客家菜、原住民佳餚等象徵族群平衡。近年更響應環保潮流，在食材選用及產地方面也均特別講究，盡量減少碳足跡並提倡各縣市的農漁產業。

### 日本

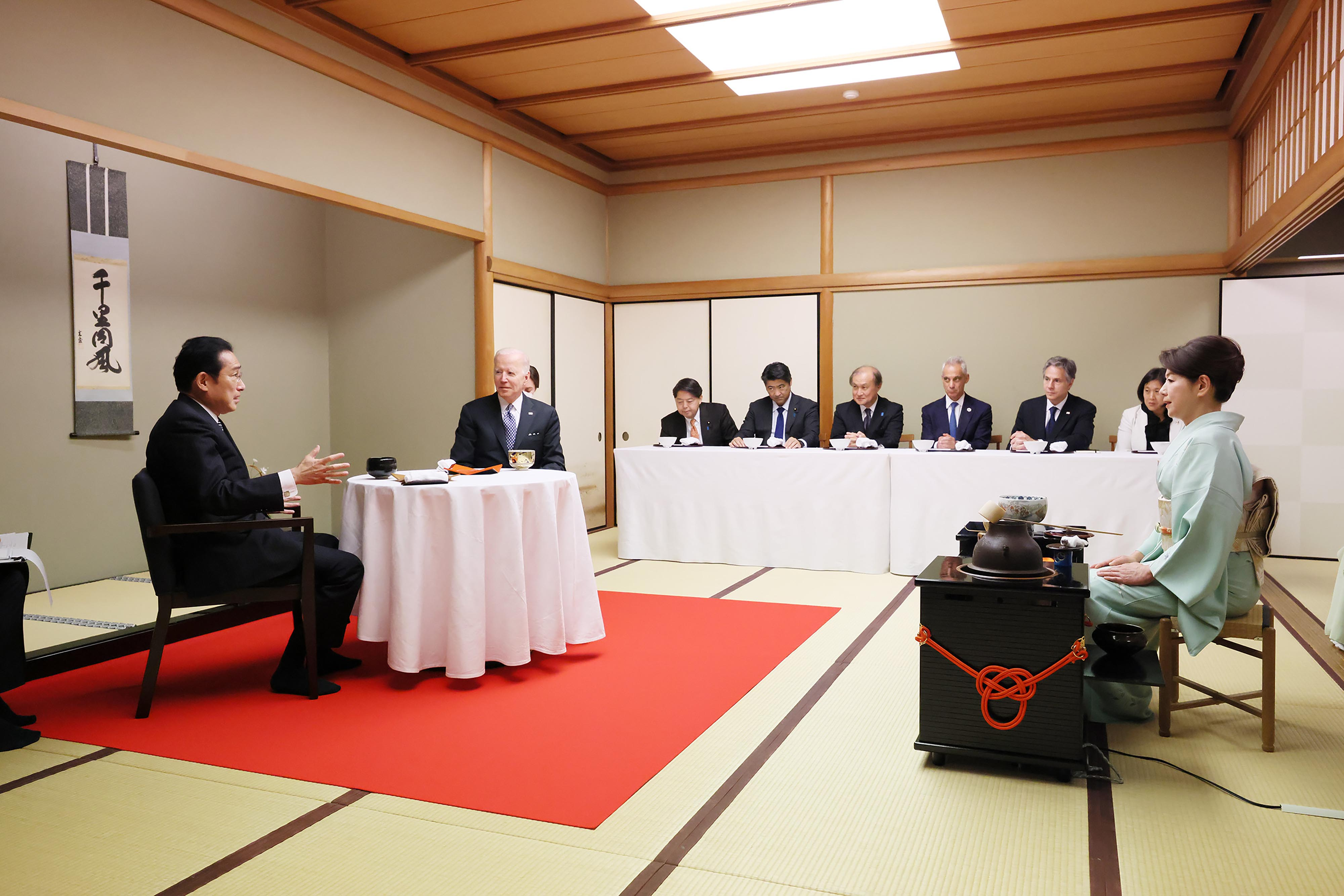
2022年5月23日，日本內閣總理大臣岸田文雄夫婦於東京八芳園料亭「壺中庵」設宴款待美國總統拜登。

日本於天皇登基的系列即位禮儀式中會在皇居宮殿舉辦「饗宴之儀」宴請與會外國元首、貴賓。外國元首或政府首腦訪問日本期間，則由內閣總理大臣於東京的迎賓館赤坂離宮或其他高檔酒店、料亭、具有歷史意義的餐廳如松本樓、八芳園等地點舉辦國宴或私人晚宴款待。

### 韓國
大韩民国政府在韓國總統就職與招待訪韓的外國元首或政府首腦等大型國事活動時會舉辦国宴宴請嘉賓。歷次國宴場地有威斯汀朝鮮酒店、筆洞朝鮮之家（코리아하우스）、華克山莊渡假酒店、新羅酒店、青瓦台迎賓館等地點。

### 越南

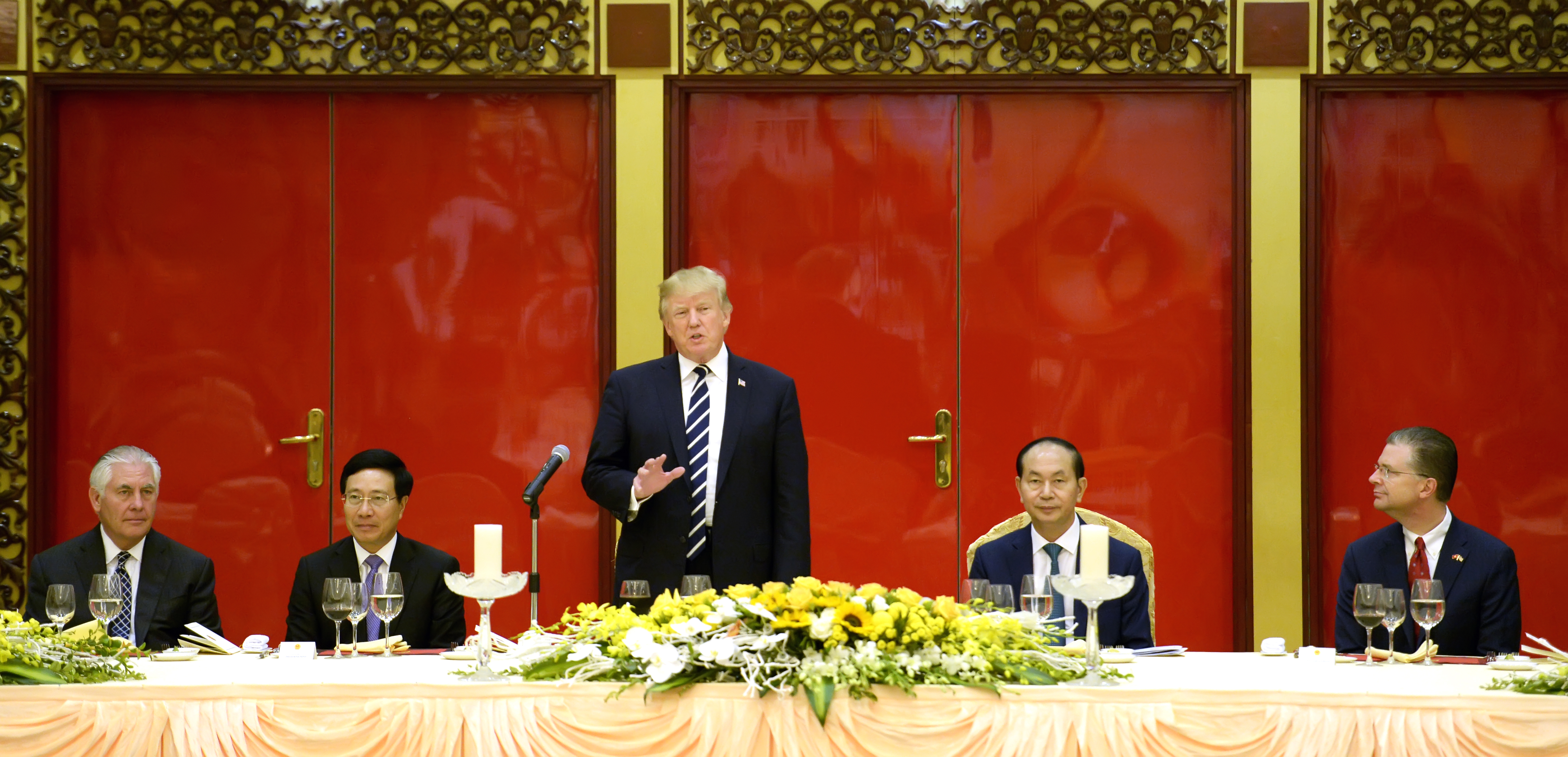
2017年11月11日，越南國家主席陳大光設國宴款待美國總統川普。

越南政府於河內主席府舉辦訪越外國元首或首腦的歡迎儀式後會在越南国家会议中心由國家主席主持國宴招待外賓。

### 泰國
泰國政府會在泰王登基典禮期間大規模宴請出席典禮的外國元首或首腦，傳統上用於御宴的「康托克帝王餐」為該國宴席上的特色之一。國外元首訪問泰國期間，泰王會在宮中擺設國宴款待國賓，王后亦會盛裝出席。

### 印度
在印度，國宴是在新德里的總統府為外國國家元首和政府首腦舉行的，由印度總統主持。出席國宴的貴賓通常有一百多人，包括印度總統、印度總理等印度政府成員和執政黨重要成員。印度和外國商界領袖也將出席。
國宴開始時，總統在北客廳迎接外國元首。在總統府周圍的莫臥兒花園中搭建的臨時包廂是舉行國宴的戶外場地。到了晚間，花園使用土製的迪亞燈、燈串、鮮花和蓝果丽點綴裝飾。在拉賈斯坦邦歌手的表演之後，印度的馬利當甘鼓、塔布拉鼓、陶罐鼓、坎吉拉等打擊樂器演出以及精心編排的婆羅多、奧迪西和卡達克等傳統印度豐富多彩的古典舞蹈，都將展示在來賓面前。
在帳篷內，印度總統和外國元首發表強調雙邊外交關係的講話。然後，在印度海軍樂隊演奏音樂的同時，客人們將享用一頓豐盛的印度美食。
當天早些時候在總統府舉行的正式抵達儀式之後舉行國宴。

### 土耳其
土耳其的國宴傳統是自奥斯曼帝国的宮廷宴會逐步演化而來的。15世纪时，奥斯曼人新創融合东西方风格的饮食文化。當時以蘇丹為首的帝國宫廷規範有多種級別的等级制度，包含用餐的细则、餐桌的排列以及受邀賓客的就坐顺序皆按照等級制度而存有嚴格规範。
19世纪中葉，奥斯曼帝国进行西化改革興築冨具浓厚欧式风格的多尔玛巴赫切宫，國宴風格也隨之改變，傳統的等级制度被取消，取而代之的是自歐洲引進的西式用餐礼仪和分餐制。至1923年肇創的土耳其共和國，仍將國宴主題內容融合東西文化以及土耳其风格，並由總統主持、於總統府內舉辦，此慣例一直延續、承襲迄今。

### 美國

#### 簡介

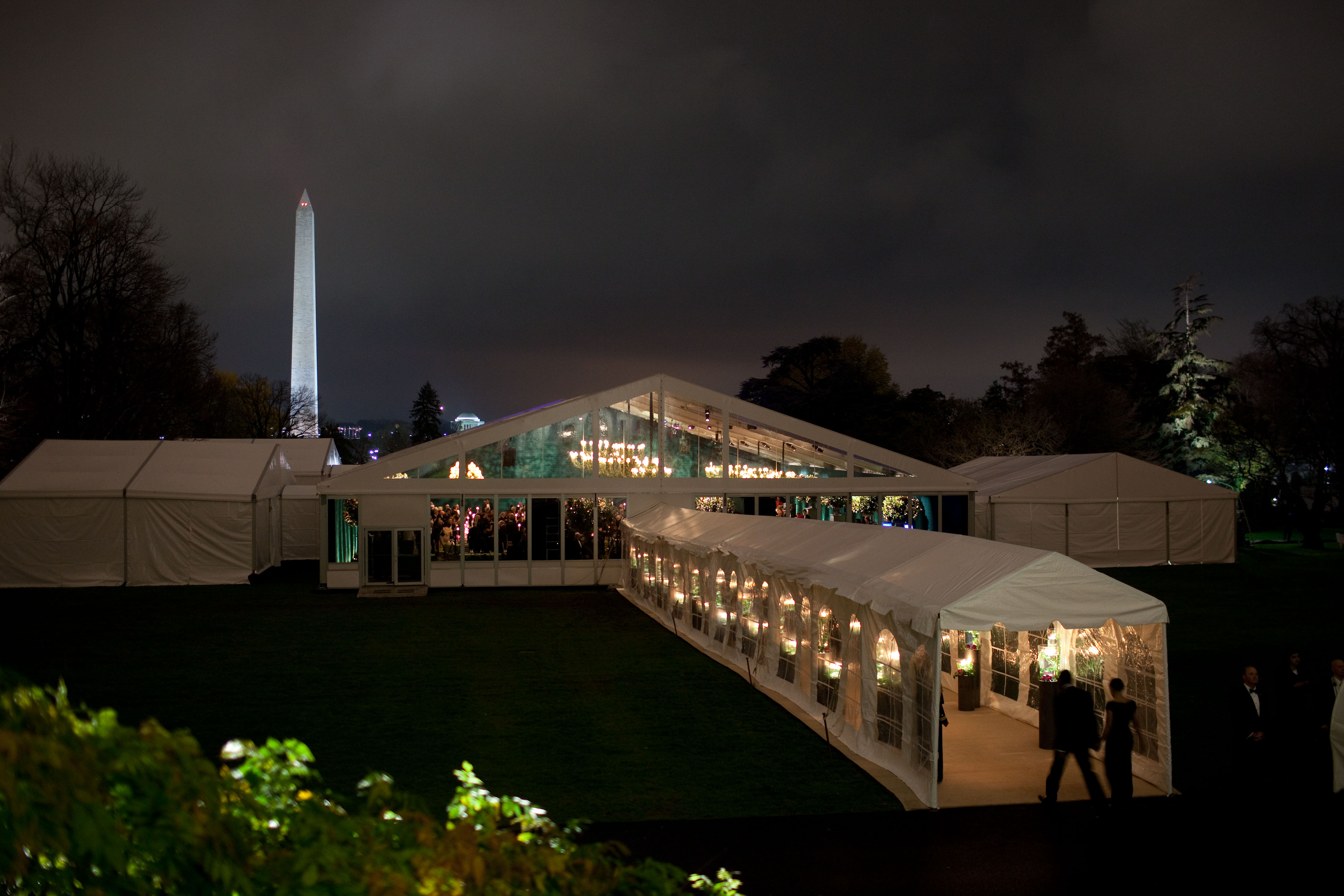
位於南草坪的帳篷是2009年11 月24日晚上舉行的國宴的舉辦地。總統巴拉克奧巴馬和第一夫人米歇爾奧巴馬與印度總理曼莫漢辛格及其夫人古爾沙蘭考爾共進晚餐。

作為現代國宴的發源地，美國的國宴歷史悠久、形式多樣，而且定義清晰，每一次國宴都有精確的文字、照片或影像記錄。近年來更多的採用black tie而不是white tie，這是為紀念外國國家元首，如國王、王后、總統或任何國家元首而舉行的。政府。國宴由美國總統親自主持，在華盛頓特區的白宮State Dining Room舉行，因為聯邦政府不為他們買單。
國家和官方晚宴由嚴格的禮儀決定，以確保不會發生外交失誤。身為美國國務院官員的美國禮賓部長，身為白宮幕僚長的白宮首席亞瑟，以及白宮社會秘書都負責監督自始至終規劃國宴和官方晚宴。位於白宮東翼的圖形書法辦公室也承擔著多項職責。白宮首席書法家創建帶有在國宴廳桌子周圍分配座位的客人姓名的名片。首席書法家還設計並撰寫正式請柬，郵寄至客人的郵政地址。國宴需要白宮行政總廚和白宮行政糕點總廚之間的密切協調，他們計劃和準備四道或五道菜的大餐，以及在燭光餐桌上佈置鮮花和裝飾品的白宮首席花藝設計師。
按照慣例，所有外國元首的國事訪問都會在當天早些時候在南草坪舉行的國事抵達儀式之後舉行國宴。此外，公共事務電視頻道C-SPAN也對近年來舉行的國宴進行了現場直播。

#### 簡史

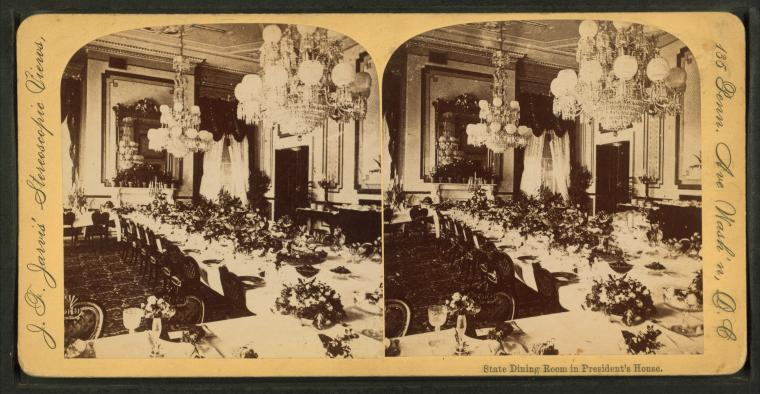
這張1850年代的立體視圖描繪的白宮國宴廳。在1960年代第一夫人杰奎琳·肯尼迪 (Jacqueline Kennedy)改用圓桌之前，長宴會桌曾長期用於美國國宴。

在19世紀初，美國的國宴只是粗略的複製歐洲國家的國宴模式，為美國總統的內閣、國會或其他政要舉行的晚宴。儘管這些晚宴沒有官方的外國代表。在這種情況下，大型招待會和晚宴很少發生，因為華盛頓特區在當時只是一批孤立村莊的集合體，而且每個村莊還相距甚遠，有時幾乎無法進入。在華盛頓成為美國的首都以後，城市發生了巨大改變，每個冬季社交季節都會舉行一系列國宴，以表彰對美國國會、美國最高法院和外交使節團公務員的辛苦勞動。
在19世紀後期，美國國宴開始迅速發展出自己的獨立特色，“國宴”一詞更多的演變為“總統為外國元首舉辦的晚宴”的代名詞，也因為美式國宴的規矩比歐式國宴簡單不少，導致非常多的新興國家為了快速加入歐美主導的外交體系而主動選擇美式國宴為其參照。1874年12月12日，尤利西斯·格蘭特 (Ulysses S. Grant)主持對美國進行國事訪問，夏威夷王國的國王大衛·卡拉卡瓦 (David Kalakaua)是第一位來訪並出席白宮國宴的國家元首。
1902年由建築公司McKim、Mead 和 White修復的白宮為官方娛樂活動創造了更合適的環境。當總統辦公室搬到新建的西翼時，行政官邸的國事廳改裝成新古典主義的建築風格，為西奧多·羅斯福提供了一個完美的場所來宣揚美國在世界範圍內與日俱增的影響力。白宮在 1948 年至 1952 年間進行了全面的內部重建，哈里·杜魯門 (Harry S. Truman)和貝絲·杜魯門 (Bess Truman)住在布萊爾宮國宴在該國首都的當地酒店舉行。在約翰·肯尼迪執政之前，國宴廳一直使用長宴會桌。然而，這些被杰奎琳肯尼迪永久丟棄，取而代之的是圓桌，在如此狹小的空間內可以容納更多的客人，大約120到140人。時至今日，總統和第一夫人繼續在白宮招待外國國賓時增添自己的個人風格和才華，可以完全使用鍍金燭台和餐具的朱紅色系列、總統府的水晶圖案，以及無價的收藏從詹姆斯·門羅政府到喬治·W·布什政府時期的白宮瓷器用於國宴。

#### 國宴流程

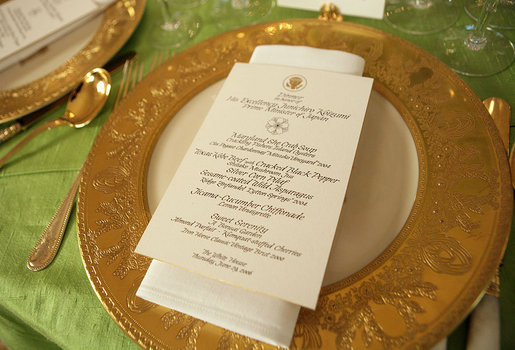
用於國宴的克林頓瓷器服務頂部的書法菜單。

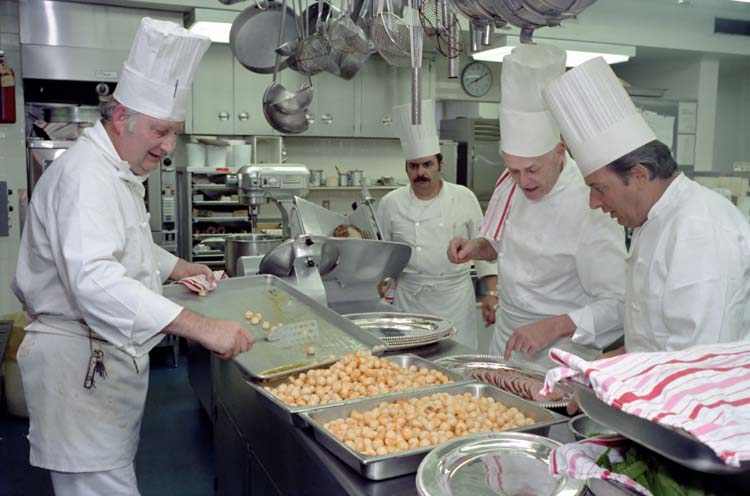
1981年，在白宮行政主廚亨利·哈勒 (Henry Haller)的指導下，廚師們為紀念澳大利亞總理馬爾科姆·弗雷澤 (Malcolm Fraser) 的國宴準備食物。

在國宴期間，來自美軍各軍種身著正裝的儀仗隊和顏色衛士被派往白宮執行任務。在白宮北門廊入口處，美國總統和美國第一夫人正式迎接從傳統貴賓布萊爾宮乘坐車隊抵達的來訪國家元首夫婦。外國元首和政要的宿舍，或來自華盛頓特區西北部大使館區的外國大使官邸將在樓梯頂部為媒體提供簡短的拍照機會。總統和第一夫人隨後陪同來訪的國家元首及其配偶前往位於住宅樓層的黃色橢圓形房間舉行招待會，總統的客人在這裡享用開胃小菜、雞尾酒、葡萄酒或香檳。總統和第一夫人還將他們的客人介紹給來自美國的眾多人士，如大使、外交官、國會議員、總統內閣成員，以及其他知名人士，如名人和受邀的好萊塢一線電影明星。由總統和第一夫人酌情決定。
在黃色橢圓形房間舉行非正式招待會後，總統和外國國家元首，隨後是第一夫人和外國國家元首的配偶，走下大樓梯到國家樓層的入口大廳，在那裡他們受到了美國海軍樂隊，“總統專屬”。四個褶皺和蓬勃發展，緊隨其後的是向酋長致敬，作為總統到來的大張旗鼓。通常，會演奏 外國國家元首的美國國歌以及星條旗。
在總統向所有受邀客人介紹來訪的國家元首的接待線之後，總統和來訪的國家元首、他或她的配偶（如果有）和第一配偶（如果有）走穿過十字大廳，前往國宴廳，這里為客人提供四道或五道菜的餐點，通常包括開胃菜、湯、魚、肉、沙拉和甜點。白宮行政總廚和白宮行政糕點總廚為國宴提前計劃的菜單以來訪的外國元首的民族美食為中心，使用當地食材、風味和民族食品。用餐前，總統和來訪的外國元首都在講台上發表講話，對美國與外國元首所在國的外交關係表示敬意。“Strolling Strings”的成員，美國海軍樂隊“The President's Own”的小提琴手，散佈在國宴廳各處，為坐在燭光餐桌旁的賓客表演。飯後，客人在東廳落座並由鋼琴家、歌手、管弦樂隊或全國知名樂隊等音樂合奏團正式表演。在過去，交誼舞也是國宴結束時的一個組成部分。

### 英國

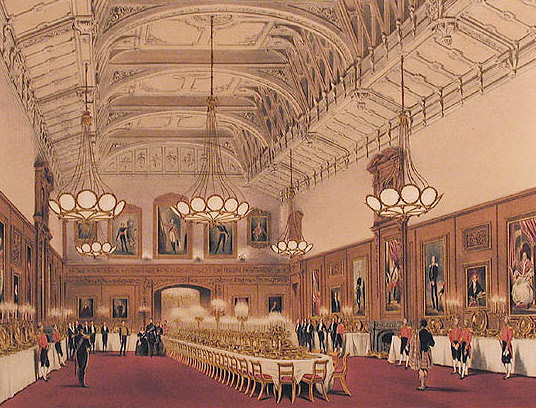
維多利亞女王和阿爾伯特親王帶領客人進入溫莎城堡的滑鐵盧廳，1844年。

在英國，國宴由英國君主以國家元首身份主持。國宴在倫敦的白金漢宮舉行，如果來訪者與君主同住，有時也會在伯克郡的溫莎城堡舉行。白金漢宮的宴會廳可容納約 170名就餐者，這是2019年唐納德川普總統宴會的人數。客人通常包括許多皇室成員，這是一個由來訪的國家元首、英國政客和其他國家的領導人物帶來的大型聚會領域，以及來自居住在英國的客人國家的知名人士。活動是白色領結，佩戴裝飾品。
使用一張桌子，房間內陳列著非常傳統的“自助餐盤”，大型鍍銀盤子和器皿從未真正使用過，分層排列在布蓋的“自助餐檯”或餐具櫃上。
國宴的組織工作通常由一家之主負責。國宴的準備工作提前幾個月開始，最終的座位安排由國王和外交與聯合王國事務部確認。國宴通常是為來訪的國家元首舉辦的，而且非常講究：一頓飯有四道菜。它們是：魚做的主菜、鹹味布丁和甜點（水果、咖啡和小蛋糕）以及擁有200年歷史的4000件喬治四世鍍金大餐服務。每個餐位有六個杯子（用於水、紅葡萄酒和白葡萄酒、甜酒、香檳和波特酒）和多達十幾件餐具。菜單由國王從皇家廚師提供的四種菜單中選擇。酒精飲料由政府酒窖提供，而食物則由王室廚師烹製。
皇家廚房的準備工作盡可能晚地開始，以確保食物新鮮：每道菜都是從頭開始手工準備的。晚宴開始前，餐桌、佈景、音樂和鮮花均需要由國王親自檢查、檢查並最終批准。
英國傳統的皇家禮儀原本極度嚴格，但近年來為了方便外交，已經做了大量簡化。所有被宣讀的發言稿通常都由外交部檢查和確認，並在必要時進行修改。禮物由雙方交換。

### 法國
作為歐洲餐飲禮儀的發源地，法國自中世紀後期即出現舉辦王室宴會的記錄。1900年巴黎世界博览会期間，時任總統埃米爾·盧貝曾向各級官員發出邀請設宴於杜伊勒里花園。
现代的法国国宴一般是在爱丽舍宫举行，少許時候會假借凡爾賽宮舉辦。

### 瑞士
在瑞士，國家元首是瑞士聯邦委員會（不僅是其主席）。為此，七位聯邦委員及其配偶在國事訪問期間受邀參加在伯爾尼舉辦的國宴。

## 關聯條目
- 菜系
  - 淮扬菜
- 國宴廳
- 国宾馆
- 瓷器廳（英语：China Room）
- 白宮瓷器（英语：White House china）
- 餐飲活動一覽（英语：List of dining events）
- 徐龙
- 单春卫
- 花惠生
- 罗国荣
- 李志顺

## 外部連結
- 世界各国的国宴是怎样的？（美國、蘇聯＆.俄羅斯、法國、英國、日本、印度、土耳其、韓國、阿根廷國宴款式彙整）
- 世界各国的完美国宴大揭秘 （页面存档备份，存于）（英國、墨西哥、日本、朝鮮、衣索比亞、法國、阿拉伯國家、非洲、西班牙、秘魯、德國、烏干達、埃及、丹麥、荷蘭、巴西、瑞士國菜介紹）